# 28 Batalion Dowozu Amunicji

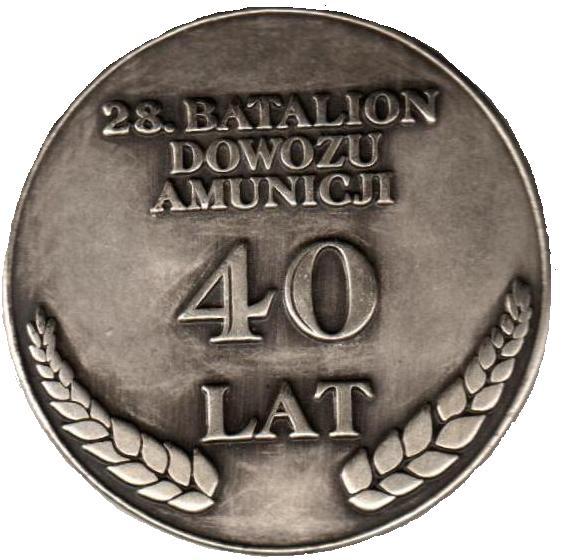
Medal pamiątkowy – awers

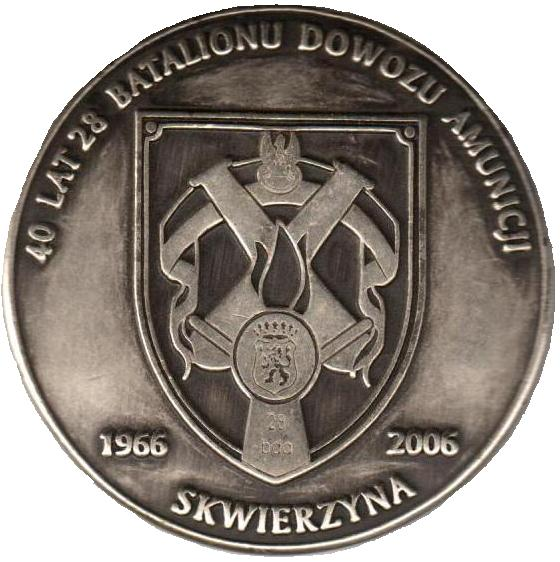
Medal pamiątkowy – rewers

28 Batalion Dowozu Amunicji (28 bda) – jednostka logistyczna Wojska Polskiego.
Batalion został sformowany na podstawie rozkazu nr 277 Ministra Obrony Narodowej z dnia 30 marca 1966 roku.
13 grudnia 1970 roku zastępca dowódcy ŚOW ds. technicznych, gen. bryg. Jan Zieliński wręczył dowódcy batalionu sztandar.
31 grudnia 2008 roku jednostka została rozformowana.

## Struktura i zakres działania
W 1984 batalion posiadał trzy kompanie transportowe.
Etat czasu "P" przewidywał 44 żołnierzy zawodowych oraz 102 żołnierzy służby zasadniczej, a na czas "W" odpowiednio 78 kadry i 226 żołnierzy zasadniczej służby wojskowej.
Przy takim stanie batalion mógł podjąć jednorazowo:
- 24 rakiety 8K14 R-300;
- 81 rakiet 9M21 R-70;
- 72 rakiety 3M9ME KUB;
- 180 rakiet 3M33 OSA;
- 8 rakiet 3M8 KRUG;
- 36 głowic różnych typów do rakiet operacyjno-taktycznych i taktycznych.

W latach 2003–2004 jednostka została poddana restrukturyzacji i została w pełni uzawodowiona. Zmianom uległy również zadania batalionu. W zamian wycofanych rakiet klasy ziemia-ziemia wprowadzono zadania związane z zaopatrywaniem pododdziałów i oddziałów w pozostałe środki bojowe.

## Dowódcy
- 30 marca 1966-1968 – mjr Zdzisław Uciński
- 1968-1969 – ppłk Mieczysław Kulikowski
- 1969-1975 – mjr Eugeniusz Oprządek
- 1975-1983 – mjr Jan Szkudlarek
- 1983-1991 – ppłk Jan Jędruszak
- 1991-1999 – mjr Kazimierz Utnik
- 1999-2003 – ppłk Andrzej Głuszek
- 1 lutego 2003 – 6 lipca 2006 – ppłk Adam Durajczyk
- 7 lipca 2006 – 25 maja 2007 – p.o. kpt. Dariusz Jankiewicz
- 26 maja 2007 – 31 grudnia 2008 – ppłk Piotr Kreczmer

## Wyróżnienia
- 1986, 1991 – dyplom i medal „Zasłużony dla Służby Uzbrojenia i Elektroniki”